# 07975
07975 var Telias (tidigare Televerket) telefonnummer till nummerupplysningen. Det var kostnadsfritt att ringa denna nummerupplysning såvida man ringde ifrån telefonkiosker. Numret ersatte det tidigare helt kostnadsfria numret 90 140.
Den 1 april 1999 ändrades nummerupplysningens nummer till 118118. Den 30 september 2000 upphörde 07975 att fungera som nummerupplysningsnummer.